# Asota toekangbesiensis
Asota toekangbesiensis är en fjärilsart som beskrevs av Jurriaanse 1920. Asota toekangbesiensis ingår i släktet Asota och familjen nattflyn. Inga underarter finns listade i Catalogue of Life.